# Império de Massina
```
   |-
       |
Erro:
:  
valor não especificado para "
nome_comum
"
```

O Califado de Hamdullahi (em árabe: خلافة حمد الله, em fula: Laamorde Maasina, em bambara: Massina Mansamara, em francês: Empire du Macina, também é conhecido como Dina de Massina, estado de Sise Jihad), comumente conhecido como Império de Massina (também escrito Maasina ou Macina), foi um califado muçulmano sunita do início do século XIX na África Ocidental centrado no Delta Interior do Níger, onde hoje são as regiões de Mopti e Segu do Mali. Foi fundada por Seku Amadu em 1818 durante as jihads Fulani após derrotar o Império Bambara e seus aliados na Batalha de Noukouma. Em 1853, o império entrou em declínio e foi finalmente destruído por Omar Saidou Tall de Tuculor. 
O Império de Massina foi um dos estados teocráticos mais organizados de sua época no continente africano e tinha sua capital em Hamdullahi. Era governado por um almami com a ajuda de um Grande Conselho que possuía o poder de eleger novos governantes após a morte do anterior.  Embora, em teoria, o almami não tivesse de ser um membro da família Bari, mas apenas alguém culto e piedoso, cada almami eleito era filho do governante anterior. 

## História
O Sultanato de Massina foi fundado por volta de 1400 por um grupo de Fulani originários de Termesse, ao sul de Hodh.   Durante séculos após sua chegada, os habitantes foram vassalos de estados maiores, incluindo o Império do Mali (século XIV), o Império Songai (séculos XV-XVI), os paxás Arma (marroquinos) de Tomboctu (século XVII) e o Império Bambara em Segu (século XVIII).

### Seku Amadu e a Fundação do Califado
No início de 1800, inspirado pelas recentes revoltas muçulmanas de Usmã dã Fodio na vizinha Haçálândia, o pregador e reformador social Seku Amadu começou a se esforçar para aumentar os reavivamentos religiosos em sua terra natal.  O Amadu nasceu em uma família de estudiosos menores de um dos clãs Fulbe menos importantes.  Ele era um estranho tanto religioso quanto político, o que o levou cada vez mais a entrar em conflito com as elites estabelecidas, à medida que sua influência na região crescia às custas delas.   Essa tensão levaria a um confronto aberto em 1818, quando a morte de Ardo Guidado, filho do chefe Fulani Ardo Amadu, foi atribuída a um dos alunos de Seku Amadu. 
Ardo Amadu usou esse incidente para mobilizar um exército de mais de 200.000 homens de Segu, Poromani, Monimpé, Goundaca e Massina para esmagar os jihadistas. O encontro inicial ocorreu na Batalha de Noucouma, durante a qual o batalhão relativamente pequeno de Seku Amadu, de 1.000 homens, conseguiu derrotar uma força de 100.000, liderada pelo General Jamogo Séri. Seku Amadu interpretou sua vitória como um milagre divino e liderou uma jihad contra o Império Bambara em 1818.  O império expandiu-se rapidamente, tomando Jené em 1819 e estabelecendo uma nova capital em Hamdullahi em 1820.  

### Império
No auge do poder do Império, um exército de 10.000 homens estava estacionado na cidade, e Seku Amadu ordenou a construção de seiscentas madraças para promover a disseminação do islamismo. Álcool, tabaco, música e dança foram proibidos de acordo com a lei islâmica, enquanto um sistema de bem-estar social atendia viúvas e órfãos. Uma interpretação estrita das injunções islâmicas contra a ostentação levou Amadu a ordenar que a Grande Mesquita de Jené fosse abandonada, e todas as mesquitas futuras foram construídas com tetos baixos e sem decoração ou minaretes.
Uma das realizações mais duradouras foi um código que regulamentava o uso da região interior do delta do Níger por pastores de gado fula e diversas comunidades agrícolas.
A expansão de Massina na região entre a fronteira do Mali e Níger e o nordeste de Burkina Faso foi mais bem-sucedida e marcou o limite mais ao sul do império, que compartilhava com o império Sokoto. Os vários reinos da região, principalmente Baraboulé e Djilgoji, foram subsumidos no final da década de 1820, após uma série de batalhas desastrosas para o exército de Massina, que acabaram quando ameaças do reino Iatenga forçaram os chefes locais a se colocarem sob a proteção de Massina. O conflito que surgiu com o estado Bambara de Carta, no entanto, foi mais sério, com o exército de Massina sofrendo pesadas baixas, especialmente em 1843-44. todas as tentativas de expansão para o oeste se mostraram igualmente inúteis.
Após a primeira conquista das regiões nordeste entre Timbuctu e Gao em 1818-1826, Arma e os tuaregues que controlavam a região se rebelaram várias vezes, tentando escapar da imposição do governo direto do governador nomeado por Lobbo, Abd al-Qādir (que assumiu o poder no lugar de Pasha Uthman al-rimi). Isso levou Massina a controlar firmemente a cidade em 1833, quando um governador Fulbe foi nomeado e controlou toda a região até Gao. Uma força tuaregue expulsou a guarnição de Massina em 1840, mas foi derrotada e expulsa no ano seguinte. Os tuaregues se reagruparam em 1842-1844 e conseguiram derrotar as forças de Massina e expulsá-las de Timbuquetu, mas a cidade foi posteriormente sitiada por Massina e seus habitantes foram forçados a se submeter novamente ao governo de Massina em 1846. As disputas entre Massina e Timbuquetu eram frequentemente mediadas pela família acadêmica Kunta, liderada por Muhammad al-Kunti e seu filho al-Mukhtar al-Saghir.   Amedu morreu em 1845, deixando o controle do Império Massina para seu filho, Amadu II, que foi sucedido por seu filho Amadu III. 

### Queda
A ascensão de Amadu III ao trono em 1853, após sua eleição pelo Grande Conselho entre tios provavelmente mais capazes, marcou o início do declínio do império. O reinado de Amadu III foi definido pela controvérsia. Dizia-se que ele era menos valente na guerra e mais relaxado no que diz respeito à adesão aos princípios religiosos que governavam o império. Na época da Jihad de Alhaji Omar Tal contra o Império de Massina, ele encontrou pouca resistência do exército desorganizado de Amadu III. 
Em 1862, Omar Tall de Tuculor lançou um ataque à Massina a partir de sua base recém-protegida em Segu. Após uma série de batalhas sangrentas, como Cayawal, ele entrou em Hamdullahi em 16 de maio, arrasando-a. Amadu III foi capturado e morto. Embora a resistência tenha continuado brevemente sob o comando do irmão de Amadu III, Ba Lobbo, a destruição marcou o fim efetivo do Império Massina. [carece de fontes?]

## Governo
O Império Massina continha um dos governos mais sofisticados da África na época, com um sistema de freios e contrapesos e um sistema tributário bem estabelecido. Foi organizado como um estado islâmico com fortes tendências democráticas que criaram grande estabilidade dentro do império. 
Havia também agentes que auditavam funcionários do governo. 

### Legislatura
O Império Massina era governado por um Grande Conselho de 40 membros nomeados pelos Almami por sua sabedoria e criatividade e 60 juízes que eram marabutos proeminentes. O Grande Conselho atuava como os poderes legislativo, executivo e judiciário do império e podia tomar suas próprias decisões com base na estrita observância da interpretação maliquismo da lei Xaria. Entretanto, somente o Almami podia exigir uma revisão de uma política ou decisão ou atuar como advogado em nome de um autor. Se o Grande Conselho e os Almami chegassem a um desacordo, 40 dos 60 juízes eram selecionados aleatoriamente para tomar a decisão final. 
O Grande Conselho também possuía autoridade para designar o Almami sucessor.  Embora, em teoria, o almami não tivesse de ser um membro da família Bari, mas apenas alguém culto e piedoso, cada almami eleito era filho do governante anterior. 

### Regiões
O império era composto por cinco regiões principais conhecidas como Jenneri, Fakala-Kunari, Hayre-Seno, Massina e Nabbe-Dude. Em cada uma dessas regiões, a governança era confiada a um governador militar, conhecido como amiru, que tinha a responsabilidade de proteger seus respectivos territórios. Os amiru eram apoiados por conselhos locais e por um sistema judicial financiado pelo estado, o que lhes garantia autoridade para proferir julgamentos legais independentes e facilitar a resolução de conflitos. O Grande Conselho atuaria como o tribunal supremo. 

### Governo local
A capital Hamdullahi foi dividida em 18 bairros, cada um dividido em diversas residências. Cada uma dessas residências era cercada por um muro alto para proteger a privacidade e um poço que garantia uma fonte confiável de água potável. Havia também uma forte presença policial que reforçava regras de conduta, como higiene. Eram cobrados impostos sobre a colheita, sobre as despesas militares e sobre um dízimo islâmico geral em todas as aldeias e cidades do império. 
A educação era priorizada pelo império e desempenhava um papel importante na vida de todos os cidadãos. Tanto meninos quanto meninas, com idades entre 7 e 21 anos, aprenderiam os conceitos básicos do Alcorão e da tradição do Maomé, teologia avançada e misticismo e, em alguns casos, assuntos mais seculares, como gramática e retórica. Todas as propinas escolares eram fixas e os professores eram subsidiados pelo governo central. 

## Lista de governantes
Nomes e datas retirados de African States and Rulers (1989), de John Stewart.  Para algumas grafias e datas alternativas, consulte o Tarikh al-Sudan.  Os governantes de 1814 a 1873, exceto os regentes Tukolor, usaram o título de 'Sheikh'. 
| #                                          | Nome                                                         | Início do reinado | Fim do reinado |
| ------------------------------------------ | ------------------------------------------------------------ | ----------------- | -------------- |
| 1                                          | Majam Dyallo                                                 | c. 1400           | 1404           |
| 2                                          | Birahim I                                                    | 1404              | 1424           |
| 3                                          | Ali I                                                        | 1424              | 1433           |
| 4                                          | Kanta                                                        | 1433              | 1466           |
| 5                                          | Ali II                                                       | 1466              | 1480           |
| 6                                          | Nguia                                                        | 1480              | 1510           |
| 7                                          | Sawadi                                                       | 1510              | 1539           |
| 8                                          | Ilo                                                          | 1539              | 1540           |
| 9                                          | Amadi Sire                                                   | 1540              | 1543           |
| 10                                         | Hammadi I                                                    | 1543              | 1544           |
| 11                                         | Bubu I                                                       | 1544              | 1551           |
| 12                                         | Ibrahim                                                      | 1551              | 1559           |
| 13                                         | Bubu II                                                      | 1559              | 1583           |
| 14                                         | Hammadi II                                                   | 1583              | c. 1595        |
| Governante marroquino (c. 1595 – 1599)     |                                                              |                   |                |
| 14                                         | Hammadi II (restaurada)                                      | 1599              | 1603           |
| 15                                         | Bubu III                                                     | 1603              | 1613           |
| 16                                         | Birahim II                                                   | 1613              | 1625           |
| 17                                         | Silamaka                                                     | 1625              | 1627           |
| 18                                         | Hammadi III                                                  | 1627              | 1663           |
| 19                                         | Hammadi IV                                                   | 1663              | 1663           |
| 20                                         | Ali III                                                      | 1663              | 1673           |
| 21                                         | Gallo                                                        | 1673              | 1675           |
| 22                                         | Gurori I                                                     | 1675              | 1696           |
| 23                                         | Gueladio                                                     | 1696              | 1706           |
| 24                                         | Guidado                                                      | 1706              | 1716           |
| 25                                         | Hammadi V                                                    | 1761              | 1780           |
| 26                                         | Ya Gallo                                                     | 1780              | 1801           |
| 27                                         | Gurori II                                                    | 1801              | 1810           |
| 28                                         | Desconhecido                                                 | 1810              | 1814           |
| 29                                         | Hamadu I                                                     | 1814              | 1844           |
| 30                                         | Hamadu II                                                    | 1844              | 1852           |
| 31                                         | Hamadu III                                                   | 1852              | 1862           |
| Governo militar de Tuculores (1862 – 1863) |                                                              |                   |                |
| 32                                         | Sidi al-Bakka (regente de Tuculores)                         | 1863              | 1864           |
| 33                                         | Sheikh Abidin al-Bakha'i (regente de Tuculores)              | 1864              | 1864           |
| 34                                         | Badi Tali                                                    | 1864              | 1871           |
| 35                                         | Badi Sidi                                                    | 1871              | 1872           |
| 36                                         | Ahmadu                                                       | 1872              | 1873           |
| -                                          | Sheikh Abidin al-Bakha'i (regente de Tuculores) (restaurado) | 1873              | 1874           |